# Pauline Halm
Pauline Halm, eigentlich Pauline Flechner (* 28. März 1836 in Schlöglmühl; † 15. Juni 1921 in Schladming), war eine österreichische Malerin.

## Leben

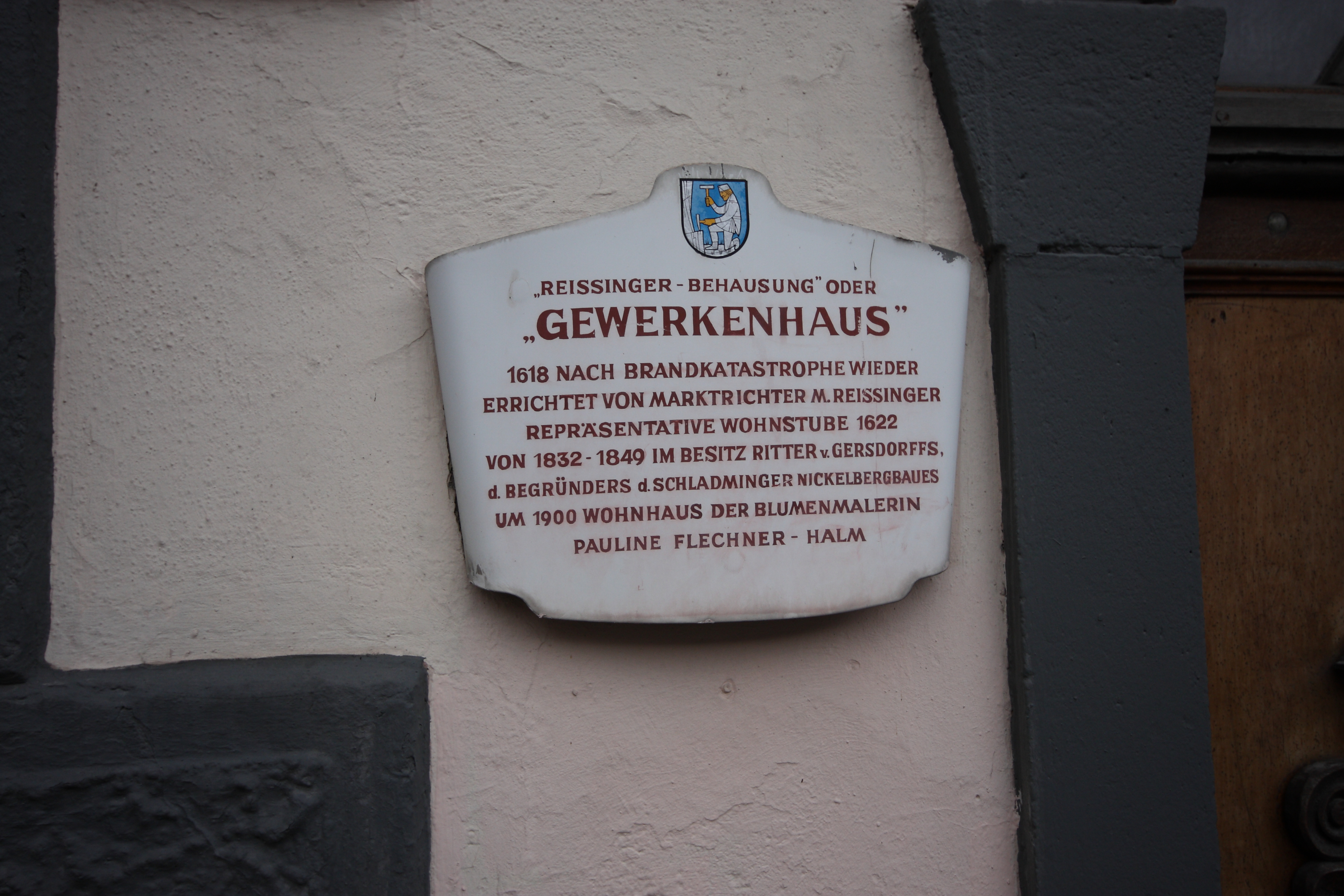
Plakette am Gewerkenhaus in Schladming, Wohnsitz von Pauline Halm

Pauline Flechner war eine Enkelin des Bergbauunternehmers, Metallurgen und Kunstsammlers Johann Rudolf Ritter von Gersdorff (1781–1849), Tochter des Landesgerichtsarztes Emmerich Anton Flechner und dessen Ehefrau Flora Flechner, geb. Freiin von Gerstorf sowie Schwester des Bergdirektors Rudolf Flechner (1837–1909).
Pauline Flechner erhielt eine Ausbildung im k.k. Civil-Mädchen-Pensionat Wien. Sie zeigte früh zeichnerisches Talent und brachte sich die Malerei autodidaktisch bei, indem sie Literatur zum Thema las und Bilder aus dem Familienbesitz kopierte. Im Alter von 17 Jahren zog sie mit ihrer Mutter nach Schladming, wo die Familie ein Nickelwerk betrieb. Zu dieser Zeit begann sie, Alpenblumen zu malen.
1865 beteiligte sie sich unter dem Pseudonym Pauline Halm erstmals an einer Ausstellung des österreichischen Kunstvereins. 1871 wurde sie auf der Londoner Weltausstellung mit einem Anerkennungsdiplom ausgezeichnet für ein Großgemälde, auf dem sie einen alten Brunnen mit Wasserkübel voll Alpenblumen darstellte. Sie besuchte mehrfach Wien und lernte die Künstler Joseph von Führich, Alfred Friedländer und Joseph Selleny kennen. Von Selleny beeinflusst, wandte sie sich zeitweilig der Landschaftsmalerei zu. Sie beschickte regelmäßig Ausstellungen in Wien, Graz, Linz, Salzburg und Klagenfurt.
Nach der Aufgabe des Nickelbergbaus in der Zinkwand gründete Pauline Flechner 1874 in Schladming eine Kunstblumenfabrik, die sie anschließend auch leitete, wodurch ihr wenig Zeit für die Malerei blieb. Sie stellte bevorzugt Töchter aus Bergarbeiterfamilien ein, die sich durch die wirtschaftliche Entwicklung in einer finanziell schwierigen Situation befanden. Angeschlossen an die Fabrik war eine Zeichenschule für Mädchen. Flechner gestaltete für ihr Unternehmen Laubmodelle, welche ihr bei der steiermärkischen Landesausstellung 1882 eine Ehrenmedaille einbrachten. Die Kunstblumenfabrik wurde später nach Mandling verlegt und verlor an Bedeutung. 
Ab 1881 war Flechner wieder als Malerin aktiv und stellte Blumenstücke in Wien und Graz aus. Als Atelier nutzte sie das historische Reißinger-Zimmer im Gewerkenhaus Schladming (Ritter-von-Gersdorff-Straße 68), das damals als Wohnsitz der Familie diente. 1912 wurde ihr die Ehrenbürgerschaft von Schladming verliehen. Auch wurde sie zur Fahnenpatin des Kameradschaftsvereins Schladming gewählt.
Pauline Flechner starb 1921 im Alter von 85 Jahren in Schladming und wurde dort auf dem katholischen Friedhof beigesetzt.

## Werk

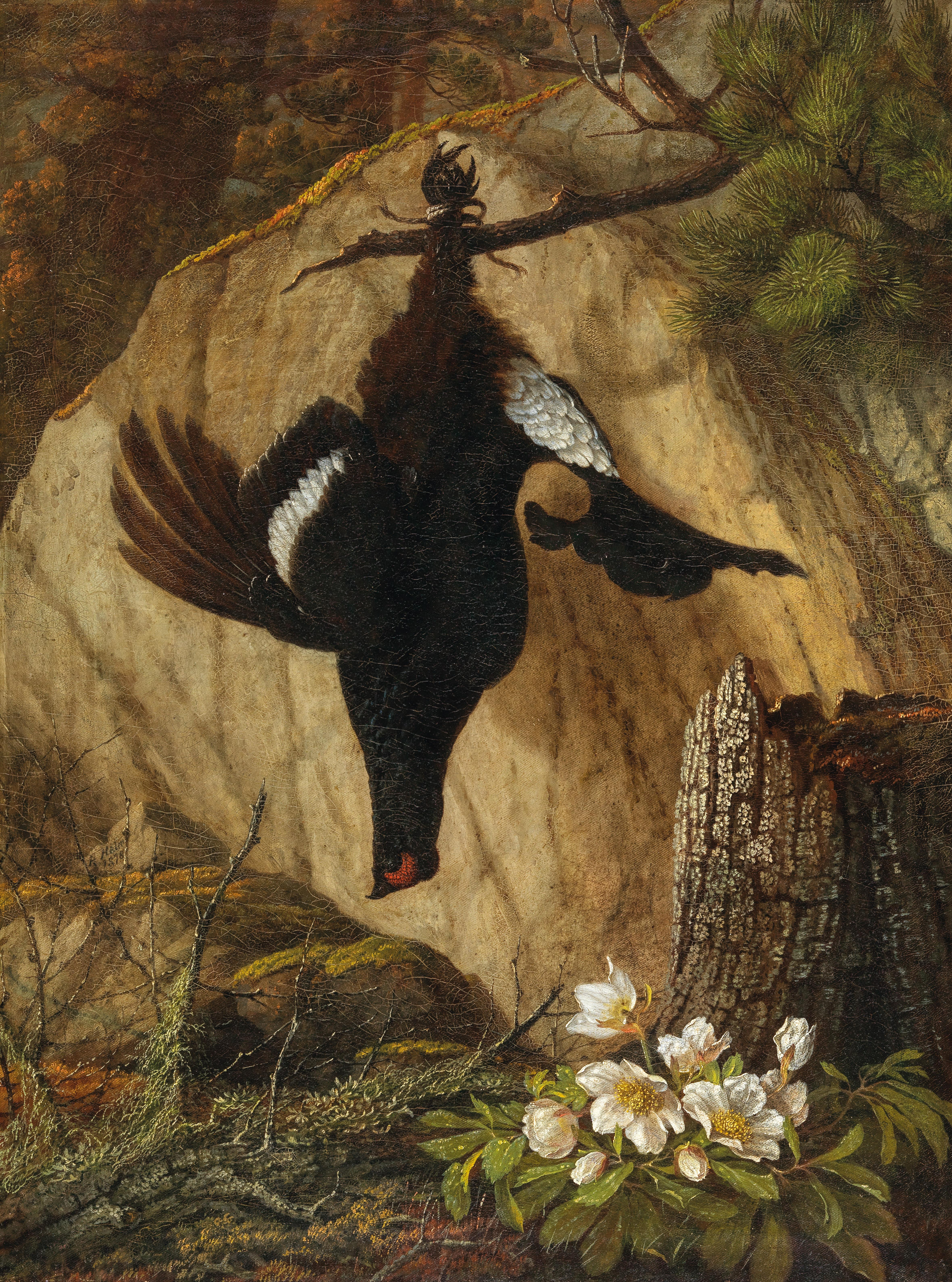
Auerhahn und Schneerosen, Ölbild von Pauline Halm (1878)

Pauline Halm schuf, inspiriert durch die steirische Alpenflora und -fauna, hauptsächlich Blumenstücke (teilweise mit Hintergrundlandschaft) und einige Tierstillleben mit Vögeln, außerdem Bergsee- und Gebirgslandschaften. Sie malte in Öl, mitunter in Form von Kolossalgemälden. Charakteristisch für ihre Blumenbilder ist die Natürlichkeit bzw.  botanische Richtigkeit der Darstellung. Ihr Stil ist angelehnt an die Blumenmalerei des Biedermeier. Die Neue Galerie Graz hält eine Reihe ihrer Werke. 2020 wurde eine Auswahl bei der dortigen Ausstellung „Ladies First!“ gezeigt.
Werke (Auswahl)
- Gemälde mit Darstellung eines alten bemoosten Brunnens, auf dem ein Wasserkübel mit Alpenblumen steht, 130 × 100 cm, 1871 auf der Londoner Weltausstellung[3]
- Auerhahn und Schneerosen, 1878, signiert „Hal(m), 1878“, Öl auf Leinwand, 83,5 × 62,5 cm
- Wiesenblumenstrauß in einem Glas, in einer Fensterleibung stehend, 1888, Ölfarbe auf Leinwand, 60,5 × 49 cm, Signatur unten rechts: „Pauline Halm / 1888“[7]
- Echter Frauenschuh, ca. 1890, Öl auf Papier, 50,5 × 36 cm, Neue Galerie Graz
- Rosskastanie, ca. 1890, Öl auf Papier, 31,2 × 46 cm, Neue Galerie Graz
- Verschiedene Rosen, ca. 1890, Öl auf Papier, 50 × 35,7 cm, Neue Galerie Graz
- Wilder Wein und Kirschzweige, ca. 1890, Öl auf Papier, 49,7 × 35,3 cm, Neue Galerie Graz[8]
- Alpenblumen vor Berglandschaft, 1915, Neue Galerie Graz